# Copiopteryx virgo
Copiopteryx virgo is een vlinder uit de familie van de nachtpauwogen (Saturniidae).
De wetenschappelijke naam van de soort is voor het eerst geldig gepubliceerd door Jose Francisco Zikán in 1929.